# Ребекка Лілєберг
Ребекка Монстроле Лілєберг (швед. Rebecka Månstråle Liljeberg; нар.. 13 травня 1981, Turinge) — шведська актриса. Відома за участю у фільмі «Покажи мені любов» (1998).

## Життєпис
Ребекка Лілєберг народилася 13 травня 1981 року, коли її матері Христині було 18 років, а її батькові Юркі (Jyrki) — 24 роки. Ребекка наполовину фінка, наполовину шведка. У неї є брат Самуїл (Samuel), який народився в 1992 році, і дві сестри — Осе (Åse) (1993 року народження) та Клаудія (Claudia) (1988 року народження).
Ребекка виросла в Нюнесхамні (Nynäshamn), передмісті Стокгольма. Насправді вона жила ще у багатьох маленьких містечках, в основному поблизу Стокгольма, Альвше(Älvsjö), Багармоссені (Bagarmossen), Нюнесхамні, Марієфреді (Mariefred) і в 8-10 інших місцях. Вона навчалася у декількох школах у Стокгольмі і Нюнесхамні, поки її родина мешкала там кілька років. Вони багато переїжджали, у віці 15 років Ребекка залишила будинок, щоб оселитися в Стокгольмі.
У період між 1993—1997 роками вона працювала з аматорською групою театру 'Nynäshamns Ungdoms Teater' (Молодіжний театр Нюнесхамна).
У кіно вона потрапила після того, як група кастингу (casting directors) побувала в її школі.
Вперше Ребекка Лілєберг знялася в 9-ть років у шведському телесеріалі Різдво Суні / Sunes jul в ролі Софі Блікст.
У 1997 році вона знімається в головній ролі в короткометражному фільмі Närkontakt (досл. Близький контакт).
У 1998 році знову головна роль — в фільмі Покажи мені любов / Fucking Åmål (Чортів Омоль, Åmål — містечко на південно-заході Швеції), після чого отримує широку популярність. Вона покинула середню школу, щоб зніматись у фільмах. У наступні два роки вона знялася в чотирьох фільмах і двох серіалах, граючи як головні, так і другорядні ролі. У 2002 році зіграла головну роль у фільмі Сергія Бодрова-старшого Ведмежий поцілунок. Це був її перший англомовний фільм.
Незважаючи на це, Ребекка не збирається присвятити життя акторській кар'єрі, не називає себе актрисою і планує стати лікарем. З жовтня 2005 року вона навчалася на педіатра в Каролінському інституті, Стокгольм, Швеція.

## Особисте життя
Ребекка Лілєберг живе у фактичному шлюбі з Александром Шеппом. У червні 2002 року у них народився син Гаррі Теодор. Першого січня 2005 року народилася дочка Віра.

## Фільмографія
- 1991 — Sunes jul[sv] — Sophie
- 1997 — Närkontakt — Nina
- 1998 — Längtans blåa blomma[sv] — Mally Marelius
- 1998 — Покажи мені любов / Fucking Åmål — Agnes Ahlberg
- 1998 — Lithivm
- 1999 — Sherdil[sv] — Sanna
- 1999 — Där regnbågen slutar[sv] — Sandra
- 2000 — Födelsedagen[sv] — Sandra
- 2000 — Skärgårdsdoktorn[sv] — Robin
- 2000 — Єва і Адам / Eva & Adam — Frida
- 2002 — Ведмежий поцілунок / bear's Kiss  — Лола
- (????) — OP:7 телесеріал